# 比利亚尔戈尔多德尔卡夫列尔
比利亚尔戈尔多德尔卡夫列尔，是西班牙巴伦西亚自治区巴伦西亚省的一个市镇。总面积72平方公里，总人口666人（2001年），人口密度9人/平方公里。